# Nissan Cabstar
Nissan Cabstar là tên được sử dụng tại Nhật Bản cho 2 dòng xe bán tải và xe thương mại hạng nhẹ được bán bởi Nissan và xây dựng bởi UD Nissan Diesel cho thị trường châu Âu. Các xe hạng nhẹ hơn (1-1,5 tấn) thay thế các thế hệ Cabstar và Homer trước đó, trong khi các xe hạng nặng Caball và Clipper được thay thế bởi dòng Atlas khoảng 2-4 tấn. Tên gọi Cabstar lần đầu tiên được giới thiệu vào tháng 12 năm 1981. Atlas cũng được biết đến như Cabstar Nissan, Renault Maxity và Samsung SV110 tùy thuộc vào thị trường. Các dòng xe này đã được bán trên toàn thế giới.

## Nissan Cabstar ởSingapore
Nissan Cabstar ở Singapore thế hệ thứ 1 được ra đời vào nam 2000, thế hệ thứ 2 được ra đời vào năm 2005, thế hệ thứ 3 được ra dời vào năm 2010.